# Пси-воїни
«Пси-воїни» (англ. Dog Soldiers) — британський фільм жаху 2002 р. сценариста та режисера Ніла Маршалла, головні ролі виконували Кевін Маккід, Шон Пертві і Ліам Канінгем. Сюжет розвивається в горах Шотландії, фільм знятий майже повністю в Люксембурзі. Прем'єра в США відбулася як телефільм на Sci Fi Channel.

## Сюжет
Підрозділ англійських солдатів з 6 чоловік під командуванням сержанта Веллса рушив на бойове завдання в дикі ліси гірської Шотландії. Але те, що почалося як звичайні військові навчання, перевтілилося в капітальний жах. Після прибуття на таємну військову базу підрозділ виявив спливаючого кров'ю капітана Річарда Райана і розірвані останки його підлеглих. Приступивши до розшуків убивці, бійці натрапили на ферму, що виявилася притулком цілої зграї голодних перевертнів.

## Ролі
- Кевін Маккід — рядовий Купер
- Шон Пертві — сержант Гаррі Р. Веллс
- Емма Клізбі — Меган
- Ліам Канінгем — капітан Райан
- Даррен Морфіт — рядовий Різ «Спун» Візерспун
- Кріс Робсон — рядовий Джо Кірклі
- Леслі Сімпсон — рядовий Террі Мілберн
- Томас Лок'єр — капрал Брюс Кемпбелл

## Критика
На Rotten Tomatoes рейтинг фільму становить 76 %, IMD — 6,7/10.